# Danh sách bài hát của Coldplay
Đây là một danh sách đầy đủ các bài hát của ban nhạc Alternative rock Anh Coldplay. Kể từ khi thành lập vào năm 1997, ban nhạc đã phát hành sáu album phòng thu, hai album trực tiếp, một album tổng hợp và năm EP.

## Bài hát
| Tiêu đề                                 | Album / đĩa đơn                                                | Lần đầu phát hành | Ghi chú |
| --------------------------------------- | -------------------------------------------------------------- | ----------------- | --- |
| "1.36"                                  | "The Scientist"                                                | 2002              | |
| "42"                                    | Viva la Vida or Death and All His Friends                      | 2008              | Tên tiêu đề gốc là "Thought You Might be a Ghost" trong phiên bản mở đầu của album Viva la Vida or Death and All His Friends. |
| "A Head Full of Dreams"                 | A Head Full of Dreams                                          | 2015              | |
| "A Hopeful Transmission"                | Mylo Xyloto                                                    | 2011              | Serves as an instumental intro to "Don't Let It Break Your Heart" |
| "A Message"                             | X&Y                                                            | 2005              | |
| "A Message 2010"                        | Hope for Haiti Now                                             | 2010              | A newer version of "A Message" with different lyrics, recorded for the Hope for Haiti Now charity album. |
| "A Rush of Blood to the Head"           | A Rush of Blood to the Head                                    | 2002              | |
| "A Sky Full of Stars"                   | Ghost Stories / A Sky Full of Stars EP                         | 2014              | |
| "A Spell a Rebel Yell"                  | "Violet Hill"                                                  | 2008              | |
| "A Whisper"                             | A Rush of Blood to the Head                                    | 2002              | |
| "Adventure of a Lifetime"               | A Head Full of Dreams                                          | 2015              | |
| "Aiko"                                  | Coldplay Live 2012                                             | 2012              | Instrumental rework by Jon Hopkins of "Major Minus". Used as an element song (together with "The Escapist") in "Intermission 3" of the film.                                                                                                  |
| "All Your Friends"                      | Ghost Stories (Target deluxe edition) / A Sky Full of Stars EP | 2014              | |
| "Always in My Head"                     | Ghost Stories                                                  | 2014              | |
| "Amazing Day"                           | A Head Full of Dreams                                          | 2015              | |
| "Amsterdam"                             | A Rush of Blood to the Head                                    | 2002              | |
| "Animals"                               | "Clocks"                                                       | 2003              | |
| "Another's Arms"                        | Ghost Stories                                                  | 2014              | |
| "Army of One"                           | A Head Full of Dreams                                          | 2015              | |
| "Atlas"                                 | "Atlas"                                                        | 2013              | From The Hunger Games: Catching Fire – Original Motion Picture Soundtrack album. |
| "Before I Lose"                         | "Live Pre-Parachutes"                                          | 1998              | |
| "Bigger Stronger"                       | Safety / The Blue Room                                         | 1998              | |
| "Birds"                                 | A Head Full of Dreams                                          | 2015              | |
| "Brothers & Sisters"                    | "Brothers & Sisters" / "Trouble"                               | 1999              | |
| "Careful Where You Stand"               | Parachutes / Acoustic / "Shiver"                               | 2000              | |
| "Cemeteries of London"                  | Viva la Vida or Death and All His Friends                      | 2008              | |
| "Charlie Brown"                         | Mylo Xyloto                                                    | 2011              | |
| "Chinese Sleep Chant"                   | Viva la Vida or Death and All His Friends                      | 2008              | |
| "Christmas Lights"                      | "Christmas Lights"                                             | 2010              | Appeared on a list of songs written on a whiteboard that were being considered for the band's 5th studio album. It was released as a digital download at 8pm GMT, ngày 1 tháng 12 năm 2010.                                                   |
| "Clocks"                                | A Rush of Blood to the Head                                    | 2002              | |
| "Color Spectrum"                        | A Head Full of Dreams                                          | 2015              | |
| "Crests of Waves"                       | "Clocks"                                                       | 2003              | |
| "Daylight"                              | A Rush of Blood to the Head                                    | 2002              | |
| "Death and All His Friends"             | Viva la Vida or Death and All His Friends                      | 2008              | |
| "Death Will Never Conquer"              | "Viva la Vida" / Viva la Vida or Death and All His Friends     | 2008              | |
| "Don't Let It Break Your Heart"         | Mylo Xyloto                                                    | 2011              | Fades into "Up With the Birds". |
| "Don't Panic"                           | The Blue Room / Parachutes                                     | 1999              | |
| "Easy to Please"                        | "Brothers & Sisters"                                           | 1999              | |
| "Evergrow"                              | A Head Full of Dreams                                          | 2015              | |
| "Every Teardrop Is a Waterfall"         | Mylo Xyloto                                                    | 2011              | |
| "Everything's Not Lost"                 | Parachutes                                                     | 2000              | |
| "Fix You"                               | X&Y                                                            | 2005              | |
| "Fly On"                                | Ghost Stories                                                  | 2014              | |
| "For You"                               | Parachutes / "Shiver"                                          | 2000              | |
| "Fun"                                   | A Head Full of Dreams                                          | 2015              | Features Tove Lo |
| "Ghost Story"                           | Ghost Stories (Target deluxe edition) / A Sky Full of Stars EP | 2014              | |
| "Glass of Water"                        | Prospekt's March                                               | 2008              | |
| "God Put a Smile upon Your Face"        | A Rush of Blood to the Head                                    | 2002              | |
| "Gone But Not"                          | Live on Radio 1                                                | 2015              | Written for Fearne Cotton, on the occasion of her last show for Radio 1. |
| "Gravity"                               | "Talk"                                                         | 2005              | |
| "Green Eyes"                            | A Rush of Blood to the Head                                    | 2002              | |
| "Help Is Round the Corner"              | "Yellow"                                                       | 2000              | |
| "High Speed"                            | The Blue Room / Parachutes                                     | 1999              | |
| "How You See the World"                 | X&Y                                                            | 2005              | |
| "How You See the World No. 2"           | Help!: A Day in the Life / "The Hardest Part"                  | 2005              | A newer version of "How You See the World" with different lyrics, recorded for the Help!: A Day in the Life charity album. Although listed as "How You See the World", the song on "The Hardest Part" is actually the second version as well. |
| "Hurts Like Heaven"                     | Mylo Xyloto                                                    | 2011              | |
| "Hymn for the Weekend"                  | A Head Full of Dreams                                          | 2015              | |
| "I Bloom Blaum"                         | "In My Place"                                                  | 2002              | |
| "I Ran Away"                            | "The Scientist"                                                | 2002              | |
| "In My Place"                           | A Rush of Blood to the Head                                    | 2002              | |
| "Ink"                                   | Ghost Stories                                                  | 2014              | |
| "Kaleidoscope"                          | A Head Full of Dreams                                          | 2015              | |
| "Lhuna"                                 | "Lhuna"                                                        | 2008              | hợp tác với Kylie Minogue. |
| "Life in Technicolor"                   | Viva la Vida or Death and All His Friends                      | 2008              | |
| "Life in Technicolor II"                | Prospekt's March                                               | 2008              | |
| "Life Is for Living"                    | Parachutes                                                     | 2000              | |
| "Lost!"                                 | Viva la Vida or Death and All His Friends                      | 2008              | |
| "Lost?"                                 | "Lost!"                                                        | 2008              | Acoustic |
| "Lost+"                                 | "Lost!" / Prospekt's March                                     | 2008              | Features Jay-Z. |
| "Lost-"                                 | "Lost!"                                                        | 2008              | Instrumental |
| "Lost@"                                 | "Lost!"                                                        | 2008              | Live |
| "Lovers in Japan"                       | Viva la Vida or Death and All His Friends                      | 2008              | |
| "Lovers in Japan (Osaka Sun Mix)"       | Prospekt's March                                               | 2008              | |
| "Low"                                   | X&Y                                                            | 2005              | |
| "Magic"                                 | Ghost Stories                                                  | 2014              | Released on 3 March as the first single from Ghost Stories |
| "Major Minus"                           | "Every Teardrop Is a Waterfall" / Mylo Xyloto                  | 2011              | |
| "Midnight"                              | Ghost Stories                                                  | 2014              | |
| "Miracles"                              | Nhạc phim Không khuất phục                                     | 2014              | |
| "M.M.I.X."                              | Mylo Xyloto                                                    | 2011              | Serves as an instrumental intro to "Every Teardrop Is a Waterfall" |
| "Mooie Ellebogen"                       | "Clocks"                                                       | 2003              | A short excerpt written in Dutch that was first played live by the band in 2003. The song was released on the Dutch release of the "Clocks" single.                                                                                           |
| "Moses"                                 | Coldplay Live 2003                                             | 2003              | Only a live version has been released. |
| "Moving to Mars"                        | "Every Teardrop Is a Waterfall"                                | 2011              | |
| "Murder"                                | "God Put a Smile upon Your Face"                               | 2003              | |
| "Mylo Xyloto"                           | Mylo Xyloto                                                    | 2011              | Serves as an instrumental intro to "Hurts Like Heaven". |
| "No More Keeping My Feet on the Ground" | Safety / "Yellow"                                              | 1998              | |
| "Now My Feet Won't Touch the Ground"    | Prospekt's March                                               | 2008              | |
| "O"                                     | Ghost Stories                                                  | 2014              | |
| "O (Reprise)"                           | Ghost Stories (Target deluxe edition) / A Sky Full of Stars EP | 2014              | |
| "Oceans"                                | Ghost Stories                                                  | 2014              | |
| "Ode to Deodorant"                      | "Ode to Deodorant Cassette"                                    | 1998              | |
| "One I Love"                            | "In My Place"                                                  | 2002              | |
| "Only Superstition"                     | "Brothers & Sisters"                                           | 1999              | |
| "Parachutes"                            | Parachutes                                                     | 2000              | |
| "Paradise"                              | Mylo Xyloto                                                    | 2011              | |
| "Prospekt's March"                      | Prospekt's March                                               | 2008              | |
| "Politik"                               | A Rush of Blood to the Head                                    | 2002              | |
| "Poppyfields"                           | Prospekt's March                                               | 2008              | |
| "Postcards from Far Away"               | Prospekt's March                                               | 2008              | |
| "Pour Me"                               | "Fix You"                                                      | 2005              | Only a live version has been released. |
| "Princess of China"                     | Mylo Xyloto                                                    | 2011              | Features Rihanna. |
| "Proof"                                 | "Speed of Sound"                                               | 2005              | |
| "Rainy Day"                             | Prospekt's March                                               | 2008              | |
| "Reign of Love"                         | Viva la Vida or Death and All His Friends                      | 2008              | |
| "See You Soon"                          | The Blue Room / Acoustic                                       | 1999              | |
| "Shiver"                                | Parachutes                                                     | 2000              | |
| "Sleeping Sun"                          | "Talk"                                                         | 2005              | |
| "Sparks"                                | Parachutes / Acoustic                                          | 2000              | |
| "Speed of Sound"                        | X&Y                                                            | 2005              | |
| "So Sad"                                | "Live Pre-Parachutes"                                          | 1998              | |
| "Spies"                                 | Parachutes                                                     | 2000              | |
| "Square One"                            | X&Y                                                            | 2005              | |
| "Strawberry Swing"                      | Viva la Vida or Death and All His Friends                      | 2008              | |
| "Such a Rush"                           | Safety / The Blue Room                                         | 1998              | |
| "Swallowed in the Sea"                  | X&Y                                                            | 2005              | |
| "Talk"                                  | X&Y                                                            | 2005              | |
| "The Escapist"                          | Viva la Vida or Death and All His Friends                      | 2008              | |
| "The Goldrush"                          | "Life in Technicolor II"                                       | 2009              | Features lead vocals by drummer Will Champion. |
| "The Hardest Part"                      | X&Y                                                            | 2005              | |
| "The Scientist"                         | A Rush of Blood to the Head                                    | 2002              | |
| "The World Turned Upside Down"          | "Fix You"                                                      | 2005              | |
| "Things I Don't Understand"             | "Speed of Sound"                                               | 2005              | |
| "Til Kingdom Come"                      | X&Y                                                            | 2005              | |
| "Trouble"                               | Parachutes                                                     | 2000              | |
| "True Love"                             | Ghost Stories                                                  | 2014              | |
| "Twisted Logic"                         | X&Y                                                            | 2005              | |
| "U.F.O."                                | Mylo Xyloto                                                    | 2011              | Fades into "Princess of China". |
| "Up in Flames"                          | Mylo Xyloto                                                    | 2011              | |
| "Up with the Birds"                     | Mylo Xyloto                                                    | 2011              | |
| "Up&Up"                                 | A Head Full of Dreams                                          | 2015              | |
| "Us Against the World"                  | Mylo Xyloto                                                    | 2011              | |
| "Violet Hill"                           | Viva la Vida or Death and All His Friends                      | 2008              | |
| "Viva la Vida"                          | Viva la Vida or Death and All His Friends                      | 2008              | |
| "Warning Sign"                          | A Rush of Blood to the Head                                    | 2002              | |
| "We Never Change"                       | Parachutes                                                     | 2000              | |
| "What If"                               | X&Y                                                            | 2005              | |
| "White Shadows"                         | X&Y                                                            | 2005              | |
| "Wish I Was Here"                       | "Wish I Was Here OST"                                          | 2014              | With Cat Power. |
| "X Marks the Spot"                      | A Head Full of Dreams                                          | 2015              | |
| "X&Y"                                   | X&Y                                                            | 2005              | |
| "Yellow"                                | Parachutes                                                     | 2000              | |
| "Yes"                                   | Viva la Vida or Death and All His Friends                      | 2008              | |